# Frajhajm
Frajhajm – wieś w Słowenii, w gminie Slovenska Bistrica. W 2018 roku liczyła 143 mieszkańców.